# Gomesa fuscopetala
Gomesa fuscopetala är en orkidéart som först beskrevs av Frederico Carlos Hoehne, och fick sitt nu gällande namn av Mark W. Chase och Norris Hagan Williams. Gomesa fuscopetala ingår i släktet Gomesa och familjen orkidéer. Inga underarter finns listade i Catalogue of Life.